# معبد النار كازرون
معبد النار كازرون (بالفارسية: آتشکده کازرون) هو معبد نار تاريخي يعود إلى عصر الساسانيين، ويقع في مقاطعة كازرون.